# Granville Adams
Pour les articles homonymes, voir Adams.
Granville Adams est un acteur américain né le 8 octobre 1963 et mort le 10 octobre 2021. Il est surtout connu pour son rôle de Zahir Arif dans la série télévisée Oz.

## Biographie
Le 4 février 2007, Granville Adams a été arrêté et inculpé pour non-assistance à personne en danger à la suite de la mort d'un homme dans la discothèque dont il était le manager. Le 30 juin 2007, le juge a abandonné les charges contre lui.
Il meurt d’un cancer le 10 octobre 2021.